# Tatiana Petrenko-Samussenko
Tatiana Petrenko-Samussenko   (Astrašycki Haradok, 2 de febrer de 1938 - Minsk, 24 de gener de 2000) fou una tiradora d'esgrima belarussa, especialista en floret, que va competir sota bandera de la Unió Soviètica entre les dècades de 1950 i 1970.
Durant la seva carrera esportiva va prendre part en quatre edicions dels Jocs Olímpics d'Estiu, el 1960, 1964, 1968 i 1972. Als Jocs de Roma de 1960, de Ciutat de Mèxic de 1968 i de Munic de 1972 guanyà la medalla d'or en la prova de floret per equips, mentre als Tòquio de 1964 guanyà la medalla de plata en la mateixa prova.
En el seu palmarès també destaquen deu medalles al Campionat del món d'esgrima, cinc d'or, quatre de plata i una de bronze, entre les edicions de 1959 i 1970. Guanyà nou campionats soviètics.
El març de 1996, mentre robaven al seu pis va saltar des d'un balcó del segon pis. La caiguda li provocà múltiples fractures a la columna i les cames. Mai es va recuperar i va morir el gener de 2000.